# Spartan MCT
FV120 Spartan MCT (MCT – MILAN Compact Turret) je britský pásový stíhač tanků vyzbrojený střelami MILAN.